# کلوپراستین
کلوپراستین (انگلیسی: Cloperastine) نوعی آنتی‌هیستامین و داروی ضدسرفه است که در ژاپن, هنگ کنگ و برخی کشورهای اروپایی مورد استفاده می‌باشد.